# Markus Ertelt
Markus Ertelt (* 11. Dezember 1978 in Stuttgart) ist ein deutscher Schauspieler und Extrem-Hindernisläufer.
Ertelt wurde von 2001 bis 2005 an der Akademie für Darstellende Kunst in Ulm als Schauspieler ausgebildet.
Er spielte Nebenrollen in Fernsehproduktionen wie beispielsweise Der Bergdoktor, Unter uns, Unser Charly, SOKO 5113, Mein Leben und ich. Außerdem hatte er vereinzelt Auftritte in Werbespots. Seine Ausbildung erhielt er an der Akademie für Darstellende Kunst in Ulm.

## Filmografie (Auswahl)

### Fernsehen
- 2005: Mein Leben und ich
- 2005: SOKO 5113
- 2005: Unter Verdacht – Mein Leben für die Partei
- 2006: SOKO 5113
- 2008: Der Bergdoktor
- 2008: Unter uns
- 2010: MEK 8 – Action Concept – Episoden-Hauptrolle
- 2011–2013: Forsthaus Falkenau (34 Folgen, Rolle: Ronald Badstuber)
- 2012: Die Rosenheim-Cops – Tod auf zwei Rädern
- 2013: Tatort – Spiel auf Zeit
- 2013: Garmisch Cops – Staffel 2 – Episodenhauptrolle
- 2013: Heldt – Letzte Runde – Staffel 2 – Episodenhauptrolle: Peter Dräger
- 2014: Die Chefin – Flucht – Regie: Elmar Fischer
- 2014: Polizeiruf 110 – Smoke on the Water – Regie: Dominik Graf
- 2014: Weißblaue Geschichten – Reif für die Insel
- 2014: Ein todsicherer Plan
- 2015: Tatort – Der Inder – Regie: Niki Stein
- 2017: WaPo Bodensee (Fernsehserie, Folge Die letzte Fahrt)
- 2017: Die Rosenheim-Cops – Musik bis zum Schluss
- 2018: Showdown – Die Wüsten-Challenge
- 2019: Gute Zeiten, schlechte Zeiten (73 Episoden)
- 2019: Sturm der Liebe
- 2020: Die Rosenheim-Cops – (Fernsehserie, Folge Ihr erster Fall)
- 2021: An seiner Seite
- 2022: Frühling – Auf den Hund gekommen
- 2022: SOKO Stuttgart (Fernsehserie, Folge Spiel's noch einmal, Schrotti)

### Kino
- 2006: Tapetenwechsel
- 2007: Ein einfaches Bedürfnis
- 2008: Nacht vor Augen
- 2008: Abaron
- 2008: Cold Storage
- 2015: Elser – Er hätte die Welt verändert – Regie: Oliver Hirschbiegel
- 2016: Shivaay – Role: Sgt. Nikolai Regie: Ajay Devgan

## Extrem-Hindernislauf
Markus Ertelt ist Organisator von Gettingtough – The Race. Selbst nimmt er an OCR-Veranstaltungen wie World’s Toughest Mudder teil. 2017 erreichte er dort in der Teamwertung Platz 1. 2018 wurde er Staffelsieger bei Showdown – Die Wüsten-Challenge.